# Bamra

Briefmarke von Bamra (1900)

Bamra war ein Fürstenstaat Britisch-Indiens im heutigen Bundesstaat Odisha. Seine Hauptstadt war der Ort Debagarh.
Der Legende nach war der erste Raja von Bamra ein Angehöriger der Herrscherfamilie von Patna, der als Kind von den Stämmen der Bhuiyas und Khonds geraubt und auf den Thron gesetzt worden war. Von Anfang des 19. Jahrhunderts bis 1947 war Bamra britisches Protektorat.
1889–94 hatte Bamra eine Staatspost mit eigenen Briefmarken. Es hatte 1935 eine Fläche von 5149 km² und 151.000 Einwohner. 
Der Raja schloss sich im August 1947 der Eastern States Union an. Am 1. Januar 1948 wurde diese Union aufgelöst und Bamra wurde Orissa und damit Indien eingegliedert. Am 1. November 1956 wurden alle Fürstenstaaten aufgelöst.